# ليندا تومسون
ليندا تومسون (بالإنجليزية: Linda Thompson)‏ هي صانعة أفلام ومحامية أمريكية، ولدت في 26 أبريل 1953 في أتلانتا في الولايات المتحدة، وتوفيت في 10 مايو 2009 في سانت بيترسبرغ في الولايات المتحدة بسبب جرعة زائدة.

## روابط خارجية
- ليندا تومسون على موقع IMDb (الإنجليزية)